# Masato Sagawa

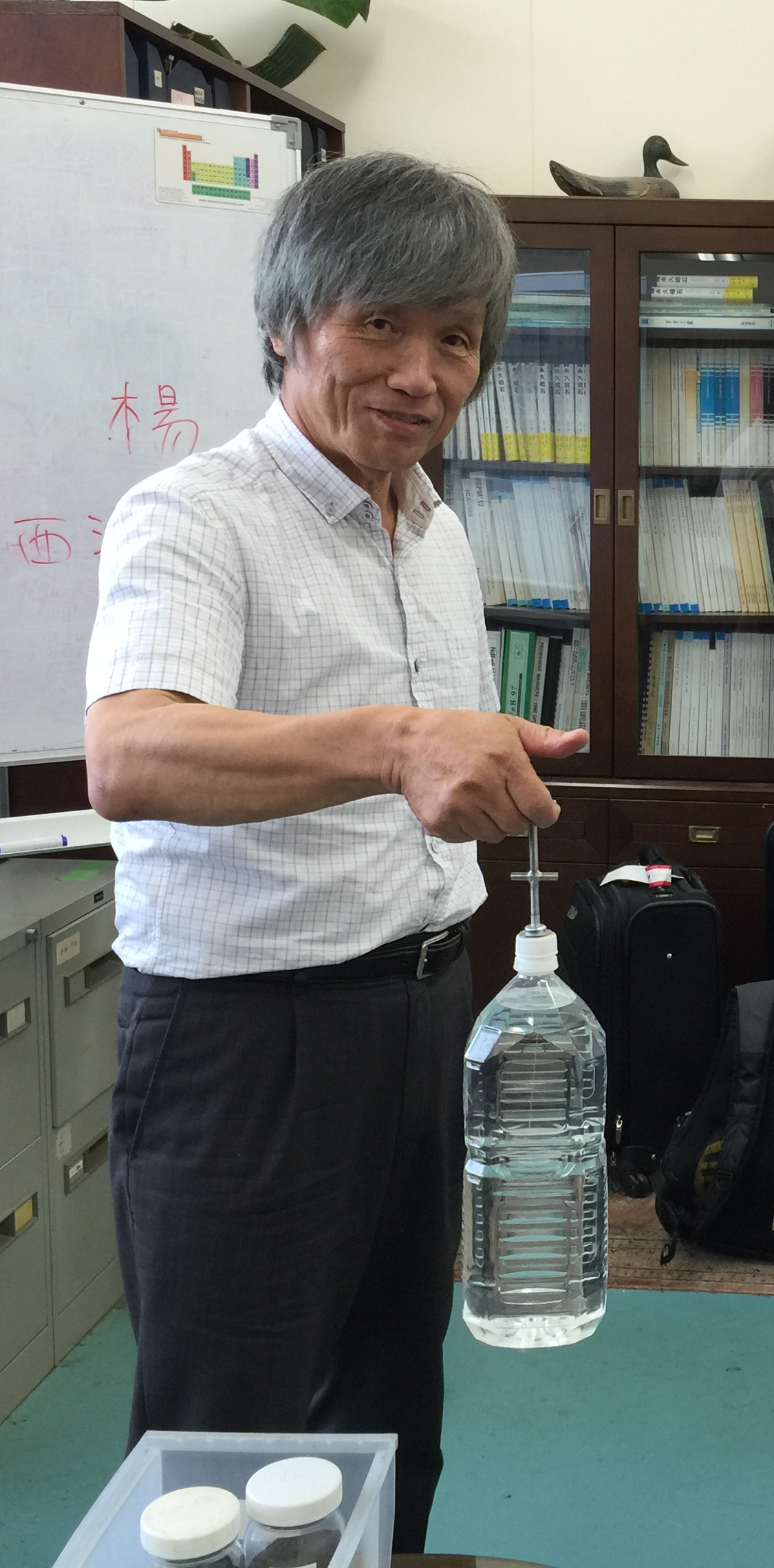
Sagawa fait la démonstration de la puissance d'un gramme d'aimant NdFeB pouvant retenir fermement une bouteille d'eau pesant près de 1900 grammes.

Pour les articles homonymes, voir Sagawa.
Masato Sagawa (佐川眞人, Sagawa Masato), né le 3 août 1943, est un scientifique japonais qui est l'inventeur de l'aimant fritté NdFeB. Il reçoit pour cela le prix japonais en 2012 ainsi que pour sa contribution à l'économie d'énergie,,. Il est le président de la compagnie NDFEB, basée à Kyoto, qui est en cours d'élaboration d'un traitement de production des aimants permanents NdFeB les plus puissants utilisés dans l'énergie durable.

## Biographie
Né dans la préfecture de Tokushima, Masato Sagawa sort du lycée d'Amagasaki en 1961. Il étudie ensuite à l'université de Kobe jusqu'en 1968 puis à l'université du Tōhoku en 1972.
L'aimant fritté NdFeB est d'abord conçu et développé par Sagawa pendant sa période au laboratoire de Fujitsu où il travaille de 1972 à 1982. Sans soutien de son superviseur pour le nouveau composé magnétique, Sagawa démissionne en 1981 puis rejoint la compagnie Sumitomo. Plusieurs mois après son entrée en 1982, l'aimant fritté NdFeB le plus puissant est développé. Sagawa présente sa nouvelle découverte de l'aimant NdFeB lors de la conférence sur le magnétisme et les matériaux magnétiques de novembre 1983 à Pittsburgh aux États-Unis,. En 1988, Sagawa fonde Intermetallics, une société de recherche et développement consacrée au développement d'aimants au néodyme,,. Il fonde également la compagnie NDFEB en 2012 à Kyoto et dont il devient président et est en cours d'élaboration d'un traitement de production des aimants permanents NdFeB les plus puissants utilisés dans l'énergie durable.
 